# 未来アセット金融グループ

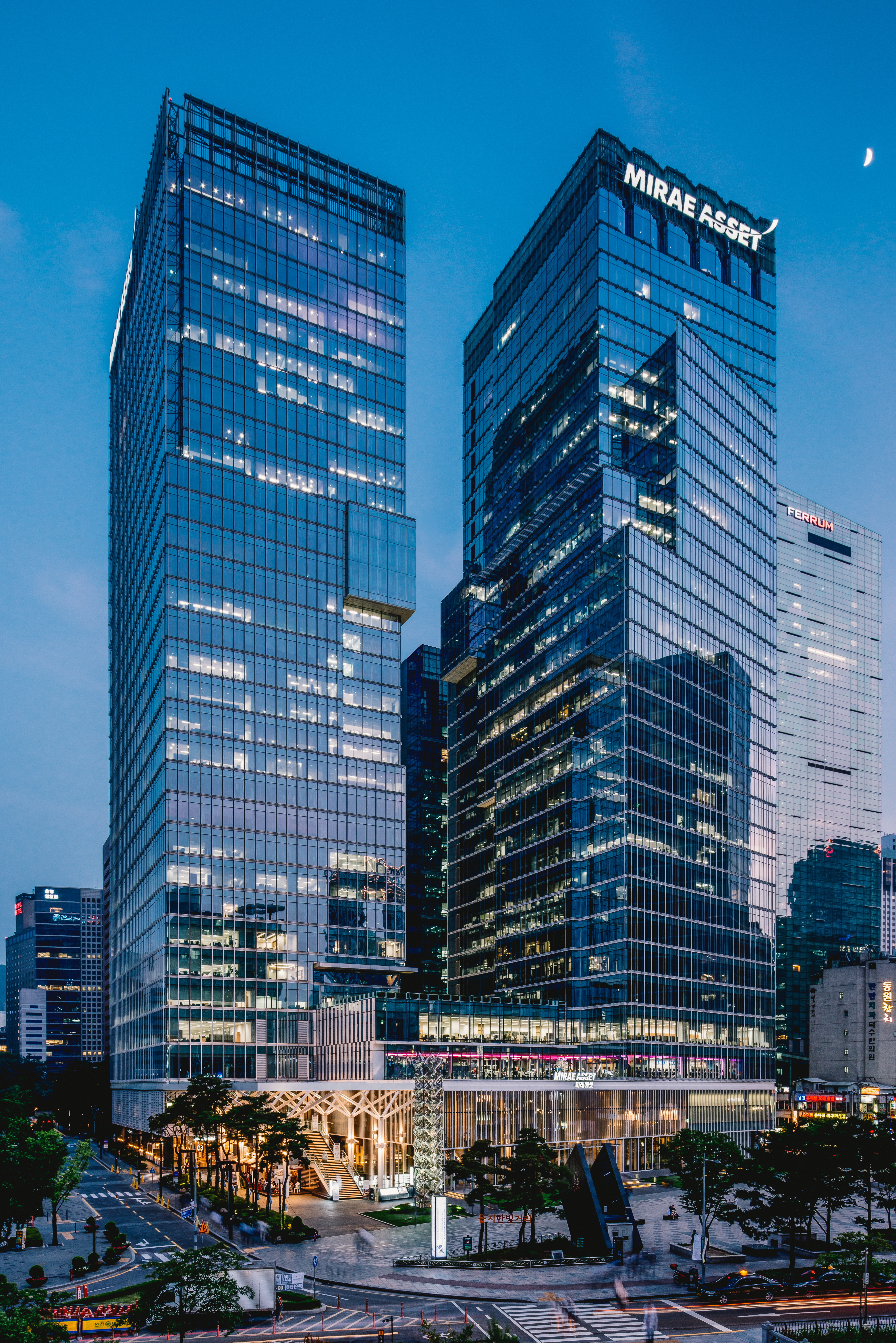

未来アセット金融グループ（みらいアセットきんゆうグループ、朝鮮語: 미래에셋금융그룹、英語: Mirae Asset Financial Group）は韓国・ソウルに本社を持つ金融サービス組織である。

## 概要
未来アセット金融グループは韓国ソウルに本社を置く金融サービス組織で、世界規模で業務を展開している。その業務は、資産管理、資産管理、投資銀行、生命保険などの包括的な金融サービスを提供している。 
未来アセットは、1997年に朴炫柱（Park Hyeon-Joo）によって設立され、1998年に韓国の個人投資家に投資信託を初めて提供した。全世界的に、グループの顧客の総資産は4,000億米ドルを超えている（2019年6月1日現在）。未来アセットは、オーストラリア、ブラジル、カナダ、コロンビア、香港、インド、インドネシア、シンガポール、英国、米国、ベトナム、その他の国および地域にオフィスを構えている。その中で、未来アセット大宇（Mirae Asset Daewoo）は、韓国最大の投資銀行・証券会社になっている。
日本からは、オリックスが未来アセットの子会社の未来アセット生命へ投資するために、日系企業で韓国最大の私募投資ファンドを設定した（2011年）。東急グループが開発した米国ハワイ島のマウナ・ラニ・レゾートの中の、フェアモント・オーキッド・ホテル を未来アセット金融グループが2015年に購入している。

## 主要業務
グローバル・サービス：
- Global X ETFs (米国)
- Horizons ETFs (カナダ)
- BetaShares (オーストラリア)

子会社：
- 未来アセット大宇
- 未来アセット生命

## 参照項目
- 未来アセット大宇
- 未来アセット朴炫柱基金